# Orimarga perpictula
Orimarga perpictula är en tvåvingeart som beskrevs av Alexander 1930. Orimarga perpictula ingår i släktet Orimarga och familjen småharkrankar. Inga underarter finns listade i Catalogue of Life.